# Manius Acilius Glabrio (Konsul 191 v. Chr.)
Manius Acilius Glabrio war ein römischer Politiker Ende des 3. und Anfang des 2. Jahrhunderts v. Chr. Er gehörte der gens Acilia an und erreichte als erster plebejischer homo novus aus dieser Familie das Konsulat.
Als Volkstribun sicherte Glabrio 201 v. Chr. den Fortbestand von Scipios Kommando in Africa. 200 v. Chr. wurde er decemvir sacrorum, 197 v. Chr. Ädil. Als Prätor unterdrückte er 196 v. Chr. eine Sklavenerhebung in Etrurien. 191 v. Chr. nahm er als Konsul am Feldzug gegen den Seleukiden Antiochos III. teil, schlug ihn bei den Thermopylen, bekämpfte den Aitolischen Bund und belagerte Amphissa. Nach seinem Triumphzug im Jahre 190 v. Chr. zog er eine 189 v. Chr. gestellte Bewerbung zum Zensor nach einem von seinen Gegnern angestrengten Prozess zurück.
Mit seinem Gesetz lex Acilia de intercalando übertrug Glabrio die Regelung der Schaltjahre den Priestern. Sein gleichnamiger Sohn war ebenfalls römischer Politiker. Als Duumvir weihte er den Tempel der Pietas (der personifizierten Frömmigkeit), den sein Vater in der Schlacht bei den Thermopylen 191 v. Chr. gelobt hatte (vota), und stellte darin ein vergoldetes Standbild seines Vaters auf.